# Cambrian Park
Cambrian Park – jednostka osadnicza w Stanach Zjednoczonych, w stanie Kalifornia, w hrabstwie Santa Clara.